# Yokote
Yokote (Japans: 横手市, Yokote-shi) is een stad in de prefectuur Akita in het noorden van Honshu, Japan. Op 1 november 2009 had de stad 99.034 inwoners. De bevolkingsdichtheid bedroeg 143 inw./km². De oppervlakte van de stad is 693,04 km². De rivieren Omono en Yokote lopen door de stad. Ten oosten van Senboku ligt het Ou-gebergte en ten westen van de stad liggen de Ideha-heuvels. Het is een stad rijk aan rijstvelden en bosgebied.

## Geschiedenis
Yokote werd op 1 april 1951 een stad (shi).
Op 1 oktober 2005 werden de gemeentes Hiraka, Jūmonji, Masuda, Omonogawa en Omori en de dorpen Sannai en Taiyu aan Yokote toegevoegd.

## Verkeer
Yokote ligt aan de Ou-hoofdlijn en de Kitakami-lijn van de East Japan Railway Company.
Yokote ligt aan Akita-autosnelweg en aan de autowegen 13, 107, 342 en 397.

## Kamakura-festival
Yokote staat bekend om het Kamakura-festival; tijdens dit festival in de eerste helft van februari worden iglo-achtige huizen gebouwd in de gehele stad. Kinderen zitten in de namiddag en vroege avond in de kamakura en bieden bezoekers amazake (zoete, licht-alcoholische variant van sake) en mochi aan. Verder zijn er stalletjes waar typisch Japans eten wordt aangeboden, waaronder het lokale yakisoba.
Een altaar voor de god van het water wordt in de achterkant van de kamakurawand gemaakt. Daar bidt men voor een overvloedige oogst, de bescherming voor de familie, bescherming tegen vuur en academisch succes. Naast de grote kamakura zijn er mini-kamakura waarin kaarsen worden gebrand. Soms wordt een kamakura gebruikt om reclame in te maken.
Naast het raadhuis van Yokote ligt de Kamakura-kan, een hal waar het hele jaar door een paar kamakura worden getoond aan bezoekers.

## Aangrenzende steden
- Daisen
- Yurihonjo
- Yuzawa